# خالد أبو بكر
خالد أبو بكر محمد عثمان هو عضو الاتحاد الدولي للمحامين في باريس، وأحد المحامين المصريين المترافعين أمام المحاكم الدولية ومحام معتمد لدى القنصلية الفرنسية بالقاهرة، والسفارة الكندية بالقاهرة، وسفارة الكوت ديفوار(ساحل العاج) في مصر والسودان، ووكيل المؤسسين والمستشار القانونى للعديد من الشركات الأوروبية والعربية

## الشهادات العلمية
- دبلوم في قانون الثقة من جامعه أكسفورد – إنجلترا.
- ليسانس الحقوق- جامعة القاهرة 1997
- تخرج في مدرسة الفرينسسكان

## الحياة العملية
- محام دولي
- مقدم برامج حوارية
- كاتب مقال اسبوعي

## سيرته الذاتية
- قُيّد بالنقابة العامة للمحامين عام  1998
- في عام 2001 حصل على عضوية الاتحاد الدولى للمحامين  - باريس
- في عام 2002 قام بطرح وإعداد وصياغة أول اتفاقية تعاون بين مصر وفرنسا في مهنة المحاماة كما حصل على عضوية الاتحاد الدولي للمحامين الشباب (في بروكسل)
- عام 2003 عين منسق للعلاقات الخارجية لمنظمة العدالة الدولية (بباريس) كما حصل في نفس عام على: (عضوية نقابة المحامين الأمريكية، وعضوية جمعية رجال الأعمال المصرية الفرنسية، وعضوية النقابة الدولية للمحامين بلندن.
- عام 2004 حصل على قرار من المجلس الأعلى للنقابات الفرنسية للقيد بالمرافعة أمام محاكم الاستئناف بباريس.
- كما قيد للمرافعة أمام محاكم الإستئناف المصرية – ومجلس الدولة في نفس العام.
- في عام 2006 تم اختياره محاميا معتمدا للقنصلية الفرنسية بالقاهرة.
- في عام 2008 اختير عضوا بغرفة التجارة المصرية الفرنسية.
- في عام 2009 عين مستشارا لنقيب المحامين ورئيس اتحاد المحامين العرب للعلاقات الدولية.
- أول محامي في تاريخ القضاء الألماني يحصل علي قرار من المحكمة الجنائية في (دريسدن - ألمانيا) بالمرافعة باللغة العربية في قضية الشهيدة مروة الشربينى.
- قام بعمل دراسات متخصصة في الزواج بين الجنسيات المختلفة وما ينتج عنه من آثار، بمدرسة المحاماة الفرنسية.
- منذ عام 2004 وحتى 2011 عمل كباحث بالمعهد العالي للمحاماة في باريس في القانون الجنائي – قانون الأعمال الدولي – قانون العمل – التحكيم الدولى.
- وفي عام 2015 اعتمد محاميا أمام محكمة النقض المصرية والمحكمة الدستورية العليا والمحكمة الإدارية العليا.